# Prasinocyma discoprivata
Prasinocyma discoprivata là một loài bướm đêm trong họ Geometridae.